# Веслонос
Веслонос (лат. Polyodon spathula) врста је зракоперке, блиско сродна јесетри, из реда Acipenseriformes. Фосилни записи о овој врсти датирају пре више од 125 милиона година, током ране креде. Веслонос је слатководна риба са глатком кожом и једини је живи припадник породице Polyodontidae. Други донедавно живи припадник ове лозе је сада изумрли кинески веслонос (Psephurus gladius), ендемска врста слива реке Јангце у Кини. Веслоноси се често називају примитивним рибама или реликтном врстом, јер су задржали неке морфолошке карактеристике својих раних предака, укључујући скелет који је готово у потпуности хрскавичав, и рострум (њушка) у облику лопатице који заузима готово једну трећину њихове дужине тела.
Често се називају слатководним ајкулама због њиховог хетероцеркалног репа или репног пераја које подсећа на оно код ајкула. Веслоноси су веома еволуиране рибе с обзиром на то да су током историје прилагођавале на адаптације као што је храњење филтрирањем. Њихова њушка и лобања прекривени су десетинама хиљада сензорних рецептора за лоцирање ројева зоопланктона, који им је основни извор хране.
Велсоноси су рибе са првобитним стаништем ограниченим на слив реке Мисисипи и некада су се слободно кретале у релативно природним, непромењеним условима који су постојали пре почетка 1900-их. Ова риба обично настањује велике реке, канале, устајале воде и језера које представљају окуке речних токова у целом сливу реке Мисисипи и другим рекама из тог басена. Њихов периферни опсег проширио се на Велика језера, са појавама у језерима Хјурон и Хелен у Канади до пре око 90 година.
Америчка популација веслоноса драматично је опала првенствено због прекомерног риболова, уништавања станишта и загађења. Ловокрађа је такође допринела паду бројности популације и наставиће се са овим трендом све док потражња за кавијаром остане велика. Популације у природи искорењене су из већине његовог периферног опсега, као и из Њујорка, Мериленда, Вирџиније и Пенсилваније. Тренутни ареал веслоноса смањен је на притоке река Мисисипи и Мисури и на басен залива Мобил. Тренутно се могу наћи у двадесет и две државе у Сједињеним Државама, а те популације су заштићене државним, федералним и међународним законима.

## Таксономија, етимологија и еволуција
Веслоноси су уско повезани са јесетрама из реда Acipenseriformes, који представља ред зракоперки које укључују јесетре и веслоноса, од којих су неке врсте изумрле. Веслонос има дугу историју фосилних записа који датирају од пре око 125 милиона година. Фосили друге изумрле врсте, P. tuberculata, који датирају пре отприлике 60 милиона година, пронађени су у формацији Тулок у доњем палеоцену у Монтани.
Француски природњак Бернард Жермен де Ласепед је 1797. године основао род Polyodon за веслоноса, који данас обухвата једну постојећу врсту, Polyodon spathula. Ласепед се није сложио са описом Пјера Жозефа Бонатера у Tableau encyclopédique et méthodique  (1788), који је сугерисао да су веслоноси врста морских паса. Ласепед је напоменуо: „Распрострањеност и навике ове рибе су још увек непознате”. Кад је Ласепед успоставио биномијално име, Polydon feuille, није био свестан да је таксономист Јохан Јулиус Валбаум већ описао и именовао врсту 1772. године, који је веслоноса описао као Squalus spathula. Као резултат ненамерног двоструког именовања Ласепеда, Polyodon spathula постало је преферирано научно име веслоноса, а Squalus spathula је постао синоним и једно од два имена која се користе за ову групу. У сваком случају, Валбаумов опис из 1792. године признат је и цитира се као ауторитет.
Породица Polyodontidae састоји се од пет познатих таксона; три изумрла таксона из западне Северне Америке, једног недавно изумрлог таксона из Кине (кинески веслонос) и један постојећи таксон, веслонос, (Polyodon spathula) пореклом из басена реке Мисисипи у Сједињеним Државама, једина жива врста из рода Polyodon. Они се често називају примитивним рибама или реликтним врстама, због морфолошких карактеристика које су задржали од неких својих раних предака, што је евидентирано у фосилним записима који потичу из касне креде, пре 70 до 75 милиона година. Неке од њихових примитивних карактеристика укључују превасходно хрскавичави скелет и дубоко рачвасто хетероцеркално репно пераје слично оном код морских паса, мада ове две групе нису уско повезане.
Фосилни веслоноси са препознатљивим рострумима датирају из периода горње креде и палеоцена, пре 65 милиона година. Издужени рострум је морфолошка карактеристика породице Polyodontidae, али само припадници рода Polyodon (P. spathula и изумрла P. tuberculata) имају карактеристике прилагођене посебно за храњење филтрирањем, укључујући вилицу, шкржне лукове и лобању. Шкрге веслоноса састављене су од гребенастих филамената за које се сматра да су утицали на именовање рода Polyodon, који представља грчку зложеницу која значи „многозубан”. Одрасле јединке веслоноса заправо су без зуба, мада су код јувенилних јединки величине до 63 центиметра пронађени бројни мали зуби мањи од 1 милиметра. Назив Spathula односи се на издужени рострум (њушка) у облику весла. У поређењу са кинеским родовима веслоноса и фосилним врстама, овај веслонос (и његов фосилни сродник P. tuberculata) сматра се високо изведеном врстом због његових нових адаптација.
Кинески веслонос је врста која је недавно проглашена за изумрлу. Примарни разлози пада у броју јединки слични су онима код веслоноса и укључују прекомеран лов, изградњу брана и уништавање станишта. За разлику од планктиворног веслоноса који живи у Америци, кинески веслоноси били су снажни пливачи, били су већи и опортунистички писцивори који су се хранили малим рибама и раковима. Неке јасне морфолошке разлике код кинеског веслоноса укључују ужи рострум налик мачу и изражена уста. Они су такође имали мање и дебље шкрге од америчког веслоноса. Последње потврђено виђење живог кинеског веслоноса забележнео је на реци Јангце 24. јануара 2003. године. Од 2006. до 2008. године, научници су вршили разна истраживања у настојању да пронађу рибу. Користили су неколико чамаца, поставили су велики број мрежа и хватаљки покривши површину од 488,5 километара на горњем току реке Јангце, где се налази и заштићено подручје Националног резервата природе Горњи Јангце. Нису ухватили ниједну рибу. Такође су користили хидроакустичну опрему за праћење активног звука у води (сонар), али нису успели да потврде присуство ове рибе.

## Опис
Веслонос је једна од највећих и најдуговечнијих слатководних риба у Северној Америци. Има тело налик морском псу, просечне је дужине 1,5 метара, тежине 27 килограма и може да живи преко тридесет година. За већину популација средња старост је пет до осам година, а максимална доб четрнаест до осамнаест година. Старост веслоноса најбоље се одређује дентарним испитивањима, поступком који се обично врши на рибама ухваћеним током сезоне снегинга, популарне спортске риболовне активности у одређеним деловима САД-а. Из доње вилице се узима кост која носи зубе, чисти се од преосталог меког ткива и врши се сечење исте да би се открили годишњи прстенови. Ови дентарни прстенови помажу у одређивању старости на сличан начин као што се старост дрвена одређује помоћу годова. Досадашње студије указују на то да неки појединци могу да живе 60 година или дуже, а да женке обично живе дуже и могу да нарасту више него мужјаци.
Веслонос је риба меке коже и готово у потпуности хрскавичава. Очи су јој мале и усмерене бочно. Има велики шкржни поклопац (оперкулум), велика уста и раван рострум у облику весла који отприлике обухвата једну трећину његове дужине. Током почетних фаза развоја од ембриона до младе рибе, веслоноси немају рострум, већ он почиње да се формира убрзо након излегања. Рострум представља продужетак лобање, а не горње и доње вилице или олфакторног система као код дугачких њушки других риба. Остале карактеристике које издвајају ову рибу укључују дубоко рачвасто хетероцеркално репно пераје и униформну обојеност, често са пегама које иду од плавкасто-сиве до црне на дорзалном делу постепено се претварајући у беличасте пеге на стомаку.

## Исхрана и физиологија
Научници су почели да расправљају о функцији рострума веслоноса још од када је врста описана током касних 1700-их. Некада се веровало да веслонос своју њушку користи за ископавање хране из морског дна или да му она функционише као механизам за равнотежу и помоћ приликом пливања. Међутим, лабораторијски експерименти из 1993. године који су користили напредну технологију у области електронске микроскопије потврдили су да је рострум код тридесетак испитаних веслоноса био прекривен десетинама хиљада сензорних рецептора. Ови рецептори су морфолошки слични лоренцинијевим ампулама које се срећу код морских паса и ража, и заиста представљају пасивне електрорецепторе које веслоноси користе за детекцију планктона. Кластери електрорецептора такође покривају главу и шкржне поклопце. Исхрана веслоноса састоји се пре свега од зоопланктона. Њихови електрорецептори могу открити слаба електрична поља, што сигнализира не само присуство зоопланктона, већ и покрете храњења и пливања појединачних огранизама. Кад се открије рој зоопланктона, веслнос непрекидно плива напред са широко отвореним устима, наводећи воду да иде преко шкрга како би филтрирао плен. Такво храњење се сматра суспензијским храњењем. Даља истраживања су показала да њихови електрорецептори могу такође служити као помоћ приликом пливања и то за избегавање препрека.
Веслноси имају мале неразвијене очи које су постављене бочно. За разлику од већине риба, они слабо реагују на надземне сенке или промене у осветљености. Чини се да је електрорецепција увелико заменила вид као примарни сензорни модалитет, што указује на ослањање на електрорецепторе за откривање плена. Међутим, рострум није њихово једино средство за откривање хране. Неки извештаји сугериршу да би оштећени рострум учинио веслоноса мање способним за ефикасно храњење и да не би могао да одржи добро здравље, али лабораторијски експерименти и теренска истраживања показују другачије. Поред електрорецептора на роструму, веслоноси имају сензорне поре које покривају готово половину површине коже која се протеже од рострума до врха главе и до врхова оперкулума. Студије су показале да веслоноси са оштећеним или скраћеним рострумима још увек могу да се хране успешно и одржавају добро здравље.

## Размножавање и животни циклус
Веслоноси су дуговечне пелагијалне рибе које полно сазревање достижу релативно касно. Женке не почињу да се мресте све док не напуне седам до десет година, а неке тек са шеснаест до осамнаест година старости. Женке се не мресте сваке године, већ углавном сваке друге или треће године. Мужјаци се мресте чешће, обично сваке године или сваке друге године, почевши од седме године, неки од девет или десет година.
Веслоноси започињу узводну миграцију ради мрешћења током раног пролећа; неки почињу у касну јесен. Ове рибе се мресте у шљунковитим рекама без муља које би у супротном биле изложене ваздуху или прекривене веома плитком водом да се мрест не одвија на пролеће када ниво воде у рекама расте због топљења снега и пролећних киша које узрокују поплаве. Иако је доступност преферираног станишта за мрешћење од кључне важности, постоје три прецизна амбијентална догађаја која се морају десити пре него што мрест почне. Температура воде мора бити од 13 до 16 °C; продужени фотопериод који се јавља у пролеће покреће биолошке и бихевиоралне процесе који зависе од повећања дужине дана; и мора да постоји погодан ток воде у реци пре него што се може догодити успешно мрешћење. Историјски гледано, веслоноси се нису мрестили сваке године јер су ови услови околине дешавали само једном у 4 или 5 година.
Веслоноси су рибе које се мресте на отвореним супстратима. Гравидне женке полажу своја јаја у воду преко голих стена или шљунка, а истовремено мужјаци ослобађају своју сперму. Фертилизација се одвија у спољашњем окружењу. Јаја постају лепљива након пуштања у воду и причвршћују се за подлогу. Инкубација варира зависно од температуре воде, али у води од 16 °C јаја ће се излећи у ларве за отприлике седам дана. Након излегања, ларве рибе се спуштају низводно у подручја са мањом брзином речног тока, где се хране на зоопланктоном.
Млади веслоноси су слаби пливачи што их чини лако доступним бројним предаторима. Стога је брз раст током прве године важан за њихов опстанак. Млада риба може да расте око 2,5 центиметара недељно, а крајем јула достижу дужину од око 13 до 15 центиметара. Њихова брзина раста је променљива и веома зависи од количине доступне хране. Веће стопе раста јављају се у подручјима у којима храна није ограничена. Процес исхране младунаца у потпуности је различит у односу на храњење старијих јувенилних и одраслих јединки. Они хватају појединачни планктон, један по један, што захтева детекцију и лоцирање појединачне дафније која им се приближава, након чега следи одсечни маневар како би се ухватио одабрани плен. Крајем септембра младунци су се већ развили у јувенилне јединке и дугачки су око 10 до 12 центиметара. Након прве године њихова стопа раста успорава и врло је променљива. Студије показују да са 5 година старости њихова стопа раста у просеку креће око 5 центиметара годишње, у зависности од изобиља хране и других утицаја околине.

## Распрострањеност и станиште
Веслоноси су врло покретне животиње и добро прилагођене на живот у рекама. Они настањују многе врсте речних станишта у већем делу тока Мисисипија и у суседним рекама овог слива. Најчешће се јављају у дубљим подручјима са ниским струјама, као што су бочни канали, окуке, устајале воде и језера које представљају окуке речних токова и подводне канале испод брана. Примећено је да се крећу више од 2.000 километара у речном систему.
Веслоноси су ендемични за слив реке Мисисипи, а у прошлости су биле присутне од река Мисури и Јелоустона на северозападу до река Охајо и Алегени на североистоку; у горњем току Мисисипија јужно до ушћа, од реке Сан Хасинто на југозападу до река Томбигби и Алабама на југоистоку. Искорењени су из Њујорка, Мериленда и Пенсилваније, као и из већег дела њиховог периферног ареала у региону Великих језера, укључујући језера Хјурон и Хелен у Канади. Године 1991. Пенсилванија је спровела програм поновног увођења користећи веслоноса из узгоја, у настојању да успостави самоодрживу популацију у горњем току реке Охајо и доњем току реке Алегени. Године 1998. Њујорк је покренуо сличан програм у горњем току реге Алегени изнад бране Кинзуа, а 2006. године још један такав у реци Коневанго, релативно непромењеном делу њиховог историјског ареала. Извештаји о одраслим јединкама на слободи које су заробљене мрежама документовани су у Пенсилванији и Њујорку, али нема доказа о природној репродукцији. Веслоноси се тренутно могу наћи у 22 државе у САД-у и заштићене су државним и федералним законима. Постоји 13 држава које допуштају комерцијални или спортски риболов на веслоносе.

## Веслонос у Србији
У периоду око 2006 године је у Републици Србији ухваћено више примерака ове рибе. Информације су углавном биле уопштене, претпоставка је да су побегле из рибњака у Румунији. Овде су у том тренутку почели да употребљавају назив риба мистрија. У том периоду је ова врста рибе стигла узводно до општине Апатин , где су је ухватили рибари и постоји више фотографија тог примерка. Како су сви ухваћени примерци у Србији били прилично велики, може да се претпостави да се не може размножавати у водама Србије.

## Интеракција са људима

### Ширење и култура
Вештачко размножавање веслоноса започело је напорима одељења за заштиту Мисурија током раних 1960-их и било је усредсређено превасходно на одржавање спортског риболова. Међутим, све већи значај месо и икре веслоноса постао је катализатор за даљи развој културе узгајања и аквакултуру у Сједињеним Државама. За вештачко размножавање потребне су зреле женке које се, због касног сексуалног сазревања ове врсте, узимају из дивљине и доводе у мрестилиште. Рибама се убризгава ЛХ-РХ хормон како би се стимулисало мрешћење. Број јаја која женка може произвести зависи од величине рибе и може се кретати од 70.000 до 300.000. За разлику од већине правих кошљориба, гране јајовода код веслоноса и јесетра нису директно везане за јајнике, већ се отварају дорзално у телесну шупљину. Да би се одредио статус напредовања ка сазревању, изводи се испитивање јајашца. Процес започиње поступком који укључује мали рез на трбуху из кога се извади неколико узорака ооцита. Ооцити се кувају у води неколико минута док се жуманце не стврдне, а затим се пресеку на пола да би се открило језгро. Изложено језгро се испитује под микроскопом да би се утврдио стадијум зрелости.
Једном када је зрелост јаја потвђен, користи се један од три поступка за извлачење јаја из женке. Три поступка су (1) традиционална метода вађења рукама, која се сматра дуготрајним и напорним процесом; (2) царски рез, релативно брза хируршка метода вађења јајашца кроз рез на трбуху величине 10 центиметара; иако се сматра бржим од вађења рукама, цаарски рез може бити дуготрајан процес и резање може довести до мишићног стреса и слабијег опоравка што смањује стопу преживљавања; и (3) MIST — минимално инвазивна хируршка техника (енгл. minimally invasive surgical technique) која је најбржи од три поступка јер захтева мање руковања рибом и елиминише потребу за ушивањем. У дорзалном делу јајовода направи се мали унутрашњи рез који омогућава директно вађење јаја из телесне шупљине кроз гонопоре, заобилазећи јајоводне канале.
Полно зрео мужјак производи зреле сперматозоиде које ослобађања испуштањем великих количина млеча током три до четири дана. Млеч се прикупља уметањем кратке пластичне цеви са шприцом причвршћеном у урогенитални отвор мужјака и лаганим исисавањем помоћу шприца. Сакупљени млеч разблажи се у води непосредно пре додавања јајима и комбинација се лагано меша око минут да би се постигла оплодња. Оплођена јаја су лепљива, па ако се инкубација одвија у некој посуди, јаја се морају третирати пажљиво како би се спречило склупчавање. Инкубација обично траје од пет до дванаест дана.

### Глобално комерцијално тржиште
Напредак у биотехнологији створио је глобално комерцијално тржиште за поликултуру веслоноса. Године 1970. у неколико река у Европи и Азији постојале су залихе веслоноса. Увођење је почело када је пет хиљада излегнутих ларви из мрестилишта у Мисурију у Сједињеним Државама извезено у бивши Совјетски Савез ради употребе у аквакултури. Репродукција је била успешна 1988. и 1989. године, а резултирала је извозом јувенилних јединки у Румунију и Мађарску. Веслонос се сада узгаја у Украјини, Немачкој, Аустрији, Чешкој и регионима око Пловдива и Видина у Бугарској. У мају 2006. године рибар је у близини Прахова у српском делу Дунава ухватио примерке различитих величина и тежина.
Године 1988. оплођена јаја и ларве из мрестилишта у Мисурију први пут су уведена у Кину. Од тог времена Кина сваке године из Русије и Сједињених Држава увози око 4,5 милиона оплођених јаја и ларви из мрестилишта. Неки веслоноси се узгајају у рибњацима са шаранима и продају се ресторанима, док се други узгајају за производњу младих јединки и кавијара. Кина је такође извезла веслоноса на Кубу, где се узгаја за производњу кавијара.

### Спортски риболов
Веслоноси су популарна спортска риба, а њихова популација је довољна да омогући такву активност. Подручја у којима не постоје самоодрживе популације ослањају се на државне и федералне програме обнављања како би имала одржив риболов. Извештај за 2009. годину укључује следеће државе које омогућавају спортски риболов на веслоноса по својим државним и федералним прописима: Арканзас, Илиноис, Индијана, Ајова, Канзас, Кентаки, Мисисипи, Мисури, Монтана, Небраска, Северна Дакота, Оклахома, Јужна Дакота и Тенеси. Будући да се веслоноси хране филтрирањем, они неће загристи мамац, па се морају хватати техником снегинга. Званични државни рекорд у Канзасу амерички је веслонос ухваћен 2004. године који је био тежак 65 килограме; у Монтани риба велика 64,6 килограма 1973. године; и у Северној Дакоти је уловљен веслонос тежак 59 килограма 2010. године. Највећи веслонос ухваћен је 1916. године на језеру Вест Окобоџи у Ајови, а ова јединка тежила је 90 килограма и била је дуга 2,2 метра.

## Смањење популације

### Прекомерни риболов и уништавање станишта
Популација веслоноса драматично је опала у последње време, првенствено као резултат превеликог риболова и уништавања станишта. Године 2004. наведени су као рањиви (VU A3de ver 3.1) на црвеној листи угрожених врста Међународне уније за заштиту природе. Такође се, према процени Америчке службе за рибе и дивљач, предлаже сврставање у группу VU 3de у целом њиховом ареалу распрострањења. Процена је закључила да се „укупна величина популације може смањити за најмање 30% у наредних 10 година или за три генерације због стварних или потенцијалних нивоа експлоатације и ефеката интродукованих таксона, загађивача, супарника или паразита”. Веслоноси су пелагијалне рибе које се хране филтрацијом и које захтевају велике, проточне реке са бројним каналима, устајалим водама, окукама река богатим зоопланктоном и шљунканим подлогама за мрешћење. Низ брана на рекама попут оних изграђених на реци Мисури заробио је велике популације веслоноса и блокирао њихову миграцију узводно до мрестилишта. Канализoвање река проузроковала је сужење река и промену њиховог ток, уништавајући кључна станишта за мрешћење и одгајање младих. Као резултат тога, већина тих популација није самоодржива и мора се укључити и људски напор како би постојао одржив спортски риболов.

### Зебрасте шкољке
Инфестација зебрастих шкољки у реци Мисисипи, на Великим језерима и осталим рекама на средњем западу такође негативно утиче на популацију веслоноса. Зебрасте шкољке представљају инвазивну врсту добро прилагођену за експлозивни раст популације као резултат високих стопа плодности. С обзиром на то да су у питању животиње које се такође хране филтрирањем, зебрасте шкољке ослањају се на планктон и могу филтрирати значајне количине фитопланктона и зоопланктона из воде, смањујући доступност важног извора хране за веслоноса и домаће шкољке из породице Unionidae. Неколико дана након оплодње јајашца зебрасте шкољке, појављује се микроскопска ларва која се зове велигер. Током ове почетне фазе развоја, која обично траје неколико недеља, велигери могу слободно пливати у воденои са другим микроскопским животињама које чине зоопланктон. Велигери су лоши пливачи, што их чини лаким пленом свакој животињи која се храни зоопланктоном. Међутим, природна предација зебрастих шкољки у било којој фази њиховог развоја није дала значајан допринос дугорочном смањењу популације ових животиња.

### Ловокрађа
Ловокрађа је такође велики узрочник смањења бројности популације веслоноса у државама у којима се комерцијално експлоатишу, нарочито док је потражња за кавијаром и даље велика. Од 1980-их, трговински ембарго на Иран ограничавао је увоз веома траженог и најскупљег белуга кавијара из Каспијског мора, ограничавајући америчке изворе кавијара. Најтраженији кавијар производе јесетре у северном Каспијском мору, али прекомерни риболов и ловокрађа исцрпели су снабдевање. Сходно свему овоме, алтернативе за производњу кавијара постале су популације америчке јесетре и веслоноса.
Икра веслоноса може се прерадити у кавијар сличан по укусу, боји, величини и текстури кавијару паструге јесетре из Каспијског мора. Америчка служба за рибе и дивље животиње процесуирала је неколико случајева у којима се кавијар веслоноса продавао као каспијски кавијар. Државни и федерални прописи који ограничавају уништавање популације веслоноса у дивљини и незакониту трговину њиховом икром строго се примењују. Повреде ових закона и прописа, попут илегалног транспорта икре, резултирале су осудама са значајним новчаним и затворским казнама. Веслоноси су такође заштићени и конвенцијом CITES (енгл. Convention on the International Trade in Endangered Species).